# Evelize Fresta
Evelize Joaquina Joaquim da Cruz Fresta ist eine angolanische Politikerin der Movimento Popular de Libertação de Angola (MPLA).

## Leben
Evelize Joaquina Joaquim da Cruz Fresta absolvierte ein Studium im Fach Arbeitsmedizin, das sie mit einem Diplom abschloss. Danach war sie zunächst als Ärztin tätig und wechselte 1996 ins Gesundheitsministerium, wo sie bis 2007 Nationale Direktorin für Menschliche Ressourcen war. Im Anschluss war sie von 2007 bis 2010 Vize-Gesundheitsministerin für den Bereich Krankenhäuser sowie daraufhin zwischen 2010 und 2012 Vize-Gesundheitsministerin für den Bereich Volksgesundheit, ehe sie zuletzt von 2013 bis 2017 als stellvertretende Koordinatorin für den Nationalen Bildungsplan (Plano Nacional de Formação de Quadros ) im Kabinett von Staatspräsident José Eduardo dos Santos fungierte.
Am 27. Oktober 2017 wurde Evelize Fresta als Nachrückerin für Ana Afonso Dias Lourenço auf der Landesliste der Movimento Popular de Libertação de Angola (MPLA) Mitglied der Nationalversammlung (Assembleia Nacional). Sie ist dort Mitglied der 6. Parlamentskommission (6ª Comissão: Saúde, Educação, Ensino Superior, Ciências e Tecnologia), die für Gesundheit, Bildung, Hochschulbildung, Wissenschaft und Technologie zuständig ist.